# Hrazdan Stadium
A Hrazdan Stadium (örményül: Հրազդան մարզադաշտ) egy Örményország fővárosában, Jerevánban elhelyezkedő stadion, amely az ország legnagyobb sportlétesítménye, és leginkább labdarúgó-mérkőzésekre használták. A stadion az örmény labdarúgó-válogatott otthona volt 1999-ig, és azóta is alkalomszerűen rendeztek itt nemzetközi mérkőzéseket. A stadion 54 208 néző befogadására képes a 2008-as rekonstrukció után, amely során kizárólag ülőhelyes létesítménnyé alakították. A rekonstrukció előtt akár 70 000 néző is jelen lehetett a mérkőzseken. A stadion a Szovjetunió négy legnagyobb kapacitású stadionja között volt. Itt rendezték az örmény kupa döntőit számos alkalommal, valamint a 2003-as Pánörmény Játékok nyitóünnepségét. A Szovjetunió válogatottja 1978-ban játszott itt két mérkőzést, Finnország és Görögország ellen.

## Történet

### Tervezés és építkezés
Az első ötlet egy futballstadion építésére a Hrazdan folyó völgyében Anasztasz Mikoján, a Szovjetunió Minisztertanácsának első elnökhelyettese javaslatára merült fel az 1950-es években, amikor Jerevánba látogatott. Tartózkodása során a folyóra néző elnöki rezidenciáról megfigyelte a Hrazdan-szurdok természetes amfiteátrumát, és javasolta egy 30 000 férőhelyes futballstadion építését. Az ötlet azonban akkoriban nem vált komoly tervvé.
1967-ben a szovjet Örményország hatóságai komoly programot indítottak az örmény szovjetizáció 50. évfordulójának 1970-es megünneplésére. Egy építészcsapat, Koryun Hakopyan, korábbi súlyemelő, és Gurgen Musheghyan, korábbi vívó vezetésével, javaslatot tett egy futballstadion építési tervére a Hrazdan-szurdokban, körülbelül 75 000 néző befogadásával tervezve.
Az építési folyamatot Karen Demircsján, a kommunista vezető szoros felügyelete alatt végezték. Végül a létesítmény 1970 novemberére készült el. A stadion hivatalos megnyitóját 1970. november 29-én tartották, Leonyid Iljics Brezsnyev jelenlétében, az Örmény SZSZK 50. évfordulójának ünneplése alkalmából. Azonban a tervezett nyitóünnepséget a megnyitó napján erős havazás miatt elhalasztották.

### Az építői csapat
A stadion története szorosan összefonódik az örmény labdarúgás történetével. Az építményt, amely rekordidő alatt, mindössze 18 hónap alatt készült el, a világon elsőként építették hegyvidéki környezetben.
A stadion építészei az örmény Koryun Hakobyan és Gurgen Musheghyan voltak. Az építési folyamatot Edward Tossunian mérnök felügyelte. A stadion építészeti csapata 1971-ben elnyerte az év legjobb építkezésének járó díjat, és a szovjet kormány külön elismerésben részesítette.
A projekt számára összesen 5 millió rubelt különítettek el.

### Felújítások

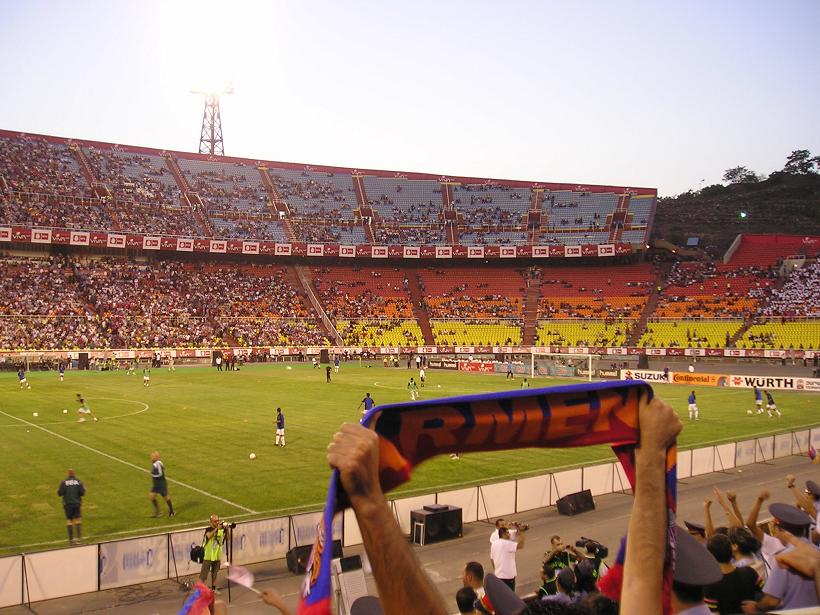
A 2008-as Örményország–Törökország mérkőzés

2003-ban a stadiont privatizálták, és eladták a Hrazdan Holding Zrt.-nek, amely 2005-ben indította el a felújítási folyamatot. 2008 végére a stadiont kizárólag ülőhelyes létesítménnyé alakították.
Röviddel a felújítás után, 2008. szeptember 6-án, a stadion adott otthont az Örményország és Törökország közötti mérkőzésnek. Ez volt az első mérkőzés, amelyet az örmény válogatott a stadionban játszott az 1999. szeptember 8-i, Franciaország elleni 2000-es labdarúgó-Európa-bajnokság selejtező óta. A fontos mérkőzésen jelen voltak az államelnökök, Szerzs Szargszján és Abdullah Gül, valamint több mint 30 000 néző.
A 2008-as felújítást követően a Hrazdan UEFA háromcsillagos minősítést kapott, amíg ezt a besorolást egy új rendszer nem váltotta fel.
Ruben Hayrapetyan, az Örmény labdarúgó-szövetség elnöke szerint a stadion infrastruktúrájának, a pálya borításának, a futópályának, valamint a teljes lelátó befedésének korszerűsítésére összesen 6 millió eurót terveztek költeni. Az elkövetkező felújítások után a stadion pályázni fog az UEFA nemzetközi kupadöntőinek rendezési jogára. A felújítási munkák 2012 márciusában kezdődtek, és körülbelül 10 millió amerikai dollárt fektettek be.